# Jutta Stienen
Pour les articles homonymes, voir Stienen.
Jutta Stienen, née le 3 août 1972, est une coureuse cycliste suisse.

## Palmarès sur route
- 2012
  - 2e du championnat de Suisse du contre-la-montre
- 2013
  - GP Luzern
  - 3e du championnat de Suisse du contre-la-montre
- 2015
  - Oberwangen
- 2016
  - 3e du championnat de Suisse sur route
  - 3e du championnat de Suisse du contre-la-montre
- 2017
  - 3e du championnat de Suisse sur route
- 2019
  - 3e du championnat de Suisse sur route